# Byford (Royaume-Uni)
Pour les articles homonymes, voir Byford.
Byford est une paroisse civile et un village, situés sur la Wye, dans le Herefordshire, en Angleterre.